# 998 Bodea
998 Bodea este o planetă minoră (asteroid), cu un diametru de 31,761 km, din centura de asteroizi. A fost descoperită pe 6 august 1923 la Observatorul Königstuhl de Karl Wilhelm Reinmuth și a fost numită după Johann Elert Bode⁠(d). 
Obiectul prezintă o orbită caracterizată de o semiaxă mare de 3,1153779036645 UAi, o excentricitate de 0,21454029049857, o înclinație de 15,478 ° în raport cu ecliptica.